# 好きだった君へのラブレター
『好きだった君へのラブレター』（原題:To All the Boys I've Loved Before）は2018年に配信されたアメリカ合衆国のロマンティック・コメディ映画である。監督はスーザン・ジョンソン、主演はラナ・コンドルが務めた。本作はジェニー・ハンが2014年に上梓した小説『To All the Boys I've Loved Before』を原作としている。
本作の続編『好きだった君へ: P.S.まだ大好きです』は2020年2月12日にNetflixで配信された。

## 概略
16歳の高校生、ララ・ジーンは空想の世界で実在する男性と恋愛するのが趣味だったが、現実世界で彼らと恋愛する気はなかった。傷つくことを恐れていたためである。ララは意中の相手にラブレターを書くこともあったが、それを実際に送付することはなく、書き上げては秘密の保管場所にしまうを繰り返していた。そんな姉を不甲斐なく思ったキティは、ララの同意なしにラブレターを相手に送付することにした。その相手はジョシュ（ララの姉、マーゴットの元彼）やピーター（ララの友人）など5人であった。
ピーターは元カノのジェンとよりを戻そうと四苦八苦していたが、そこにララのラブレターが届いた。ピーターはララのことを友人以上には見ていなかったが、「ララと付き合っているふりをすれば、嫉妬したジェンがもう一度振り向いてくれるはずだ」と考え、ララに恋人を装って欲しいと頼み込んだ。こうして、2人は偽の恋愛関係を演じることになったが、いつしかその思いは本物の恋へと変わっていった。

## キャスト
括弧内は日本語吹き替えキャスト。
- ラナ・コンドル - ララ・ジーン・コヴィー (井上ほの花)
  - イザベル・ビーチ - 幼少期のララ・ジーン・コヴィー
- ノア・センティネオ - ピーター・ケヴィンスキー (小野賢章)
  - ハンター・ディロン - 幼少期のピーター
- ジャネル・パリッシュ - マーゴット (松井暁波)
- アナ・キャスカート - キティ (須藤風花)
- アンドリュー・バチェラー - グレッグ
- トレッツォ・マホロ - ルーカス
- マデリーン・アーサー - クリスティーン（下山田綾華）
- エミリヤ・バラナック - ジェン（村中知）
  - リス・フレミング - 幼少期のジェン
- イズラエル・ブルサード - ジョシュ・サンダーソン
  - クリスチャン・マイケル・クーパー - 幼少期のジョシュ
- ジョン・コーベット - コヴィー医師（安井邦彦）
- ケルシー・マウェマ - エミリー
- ジュリア・ベンソン - ミセス・ケヴィンスキー
- ジョーイ・パチェコ - オーウェン
- エドワード・ケウィン - ケニー
- ジョーダン・バーチェット - ジョン・アンブローズ
  - パヴェル・ピドック - 幼少期のジョン
- ジューン・R・ワイルド - ジョーン
- その他の日本語吹き替え：梶裕貴／陣谷遥／吉野貴大／清水裕亮／夏谷美希／きそひろこ

日本語版スタッフ：演出：高田浩光、翻訳：遠藤美紀、録音・調整：鶴田伸也、録音スタジオ：松竹映像センター、制作：ACクリエイト

## 製作
2014年6月、オーヴァーブルック・エンターテインメントがジェニー・ハンの小説『To All the Boys I've Loved Before』の映画化権を獲得したと報じられた。2017年7月5日、スーザン・ジョンソンが監督に起用され、ラナ・コンドルが主演に起用されたとの報道があった。21日、ジョン・コーベット、ジャネル・パリッシュ、アナ・キャスカート、ノア・センティネオ、イズラエル・ブルサード、アンドリュー・バチェラーがキャスト入りした。
ハンは小説の映画化に際し「登場人物のホワイトウォッシングをしない」という条件を提示したが、その条件を飲もうとした映画会社は少数だったと回想している。

### 撮影
本作の主要撮影は2017年7月5日にカナダのバンクーバーで始まり、同年8月4日に終了した。本作の撮影はオレゴン州ポートランドでも行われ、主人公が通う高校でのシーンの撮影にはポイント・グレイ中学校がロケ地として使用された。

## 公開
2018年3月、Netflixが本作の全世界配信権を購入したと報じられた。

## 評価
本作は批評家から絶賛されている。映画批評集積サイトのRotten Tomatoesには46件のレビューがあり、批評家支持率は96%、平均点は10点満点で7.2点となっている。サイト側による批評家の見解の要約は「『好きだった君へのラブレター』はティーンを主人公としたロマコメの定石に従っており、予想外の展開がない。しかし、奥行きのある登場人物と魅力溢れるキャストはその欠点を上回るものである。」となっている。また、Metacriticには12件のレビューがあり、加重平均値は64/100となっている。

## 余談
- Netflix USAの公式Twitterアカウントは本作の公開に際して、相手に渡せなかったラブレターを募集し、集まった中で特に秀逸なものを公開した[15]。
- 本作には、ピーターがキティに勧められたヤクルトを飲むシーンが存在するが、そのシーンを見た視聴者がヤクルトを買いに走り、米国内で一時的な品薄状態が発生した[16][17]。

## 続編
2018年8月20日、ジェニー・ハンはインタビューの中で本作の続編となる小説『P.S. I Still Love You』を映画化して欲しいという主旨の発言をした。11月27日、本作の続編の製作が始まったとの報道があった。2019年3月27日、続編の撮影が始まった。28日、ジョン・アンブローズ役のジョン・バーチェットが降板することになり、代役としてジョーダン・フィッシャーが起用されることになったと報じられた。

## スピンオフシリーズ
2021年10月、スピンオフのドラメディ・シリーズ"XO, Kitty"の製作が発表された。